# Gara Țicău
Gara Țicău este o stație de cale ferată care deservește Ulmeni, județul Maramureș, România. Situată pe Magistrala CFR 400, este una din cele două gări din orașul Ulmeni, cealaltă fiind Gara Ulmeni Sălaj.

## Istoric
Orașul Ulmeni și satul Țicău au fost legate la rețeaua de cale ferată în 1889, odată cu inaugurarea liniei de cale ferată Jibou – Baia Mare. Calea ferată Jibou–Baia Mare face parte din Magistrala CFR 400 și are o lungime de 58 km. A fost construită ca o legătură feroviară între două linii deja existente: linie deschisă în 1884 de la Satu Mare către Baia Mare și linia pusă în funcțiune în 1890 de la Dej (în maghiară Dés) către Zalău (în maghiară Zilah). S-a proiectat o legătură feroviară de la Jibou (în maghiară Zsibó) către Baia Mare, care să lege cele două căi ferate mai vechi. Lucrările de construcție începute în 1897, au fost executate de „Societatea anonimă a căilor ferate Valea Someșului” (în maghiară "Szamosvölgyi vasut részvénytársaság", în germană "Szamosthaler Eisenbahn ActienGesellschaft"), și s-au finalizat în 1899.

## Gara
Gara Țicău este situată în orașul Ulmeni, amplasată pe secția interoperabilă Deda – Dej Triaj – Jibou – Baia Mare – Satu Mare, la kilometrul 32+600 față de stația Baia Mare, respectiv la kilometrul 24+600 față de stația Jibou. Stația este dotată cu instalație de centralizare electromecanică CEM.
Calea ferată asigură legătura orașului Ulmeni pe Magistrala 400 spre Baia Mare și Jibou pentru transportul feroviar de călători și marfă. Prin gara Țicău trec zilnic trenuri InterRegio (IR), InterRegioNight (IRN), Regio (R) și Regio-Expres (R-E) ale operatorilor CFR Călători și InterRegional Călători.

## Distanțe față de alte gări din România și Europa

### Distanțe față de alte gări din România
- Țicău și Baia Mare - 33 km
- Țicău și București Nord (via Cluj-Napoca) - 657 km
- Țicău și București Nord (via Deda) - 593 km
- Țicău și Cluj-Napoca - 159 km
- Țicău și Dej Călători - 100 km
- Țicău și Jibou - 25 km
- Țicău și Satu Mare - 93 km
- Țicău și Zalău Nord - 52 km

### Distanțe față de alte gări din Europa
- Țicău și  Keleti Budapesta (via Arad) - 600 km
- Țicău și  Hauptbahnhof Viena (via Arad) - 862 km